# Prangos odontoptera
Prangos odontoptera är en flockblommig växtart som beskrevs av Pierre Edmond Boissier. Prangos odontoptera ingår i släktet Prangos och familjen flockblommiga växter. Inga underarter finns listade i Catalogue of Life.